# La Couronne de Golconde
La Couronne de Golconde est le 33e roman de la série Bob Morane, écrit par Henri Vernes et publié en 1959 par les éditions Gérard et Cie dans la collection Marabout Junior (le roman porte le no 142 de la collection de 1959 à 1970). 

## Caractéristiques du roman
Le roman est connu dans la mesure où il marque la première apparition de monsieur Ming, qui sera connu plus tard sous le pseudonyme de l’Ombre jaune (Bob Morane n°35) et qui deviendra, sans conteste, l'ennemi récurrent du héros, apparaissant dans 34 récits de la série.
Bill Ballantine n'apparaît pas dans le récit.
Le roman a ceci de particulier que les deux héros, Bob et Jini, se déplacent à Ceylan (Sri Lanka) puis à travers l'Inde sans jamais rencontrer un seul habitant, ce qui laisserait penser à un lecteur peu averti que ces pays sont vides d'occupants. Les seules personnes rencontrées sont, ou bien Dhunpa Raï (qui les aide), ou bien la bande des méchants sous les ordres de M. Ming.

## Personnages

### Les «gentils»
- Commandant Bob Morane : aventurier.
- Sarojini Savadrâ : jeune et jolie métisse dont le surnom est « Jini », fille de l'ancien sultan de Golconde, Savadrâ Khan. Son père lui a légué le trésor de Golconde qu'il a jadis retrouvé dans les murs de la Vieille-Cité de Phâli. Bob lui vient en aide et retrouve le trésor pour elle.
- Savadrâ Kahn : père de la précédente. Décédé. Il a découvert les trésors de Golconde qui appartenait à ses ancêtres.
- Dhunpa Raï : moine bouddhiste résidant au monastère de Kunwar près de Phâli. Ami de Savadrâ Khan, il connait l'emplacement du trésor.

### Les «méchants»
- M. Ming : première apparition du personnage dans la série. Il est à noter qu'il ne porte pas encore le surnom d’Ombre Jaune. Morane lui sauve la vie.
- Rajah Singh : cousin de Jini. Il a succédé à Savadrâ Khan à la tête du sultanat de Golconde.
- Sirdar : lieutenant de police de Rajah Singh.
- Hubert Jason : surnommé le Roi du poker. Ancien capitaine des gardes de Savadrâ Khan. Homme de main de Ming.
- Clarkson : homme de main de Ming.

## Résumé
Antérieurement au récit, Sarojini Savadrâ (dite Jini), jeune et jolie métisse anglo-indienne, partagée entre le monde indien et le monde occidental, veut entrer en possession du fabuleux trésor des anciens sultans de Golconde dont son père lui a légué le secret. Elle a pris place sur le paquebot Le Gange qui doit l'amener en Inde. Bob Morane se trouve aussi sur le même navire, pour son plaisir de faire une croisière et pour faire un reportage qu'il revendra à des magazines européens.
Bob Morane, à bord du navire, fait une partie de poker contre Hubert Jason, un fanfaron qui prétend « plumer » ses adversaires. Bob joue contre lui et rafle l'intégralité des gains ; par amour de l'humanité et par volonté de ne pas nuire à son prochain, il fait en sorte que Jason récupère son argent. Plus tard, une jeune fille, Jini, vient voir Bob et lui dit qu'elle a vu qu'il avait laissé son adversaire récupérer ses pertes ; Bob ne nie pas. Le même soir, alors que Bob prend le frais près du bastingage, il surprend involontairement une conversation entre Hubert Jason et un autre homme : il résulte de la conversation que les deux hommes ont reçu l'ordre de suivre Jini et de s'emparer d'un trésor dont elle connaît l'emplacement. Bob Morane s'empresse de révéler à la jeune femme cette information et le danger qu'elle court. En fin de compte, devant l'inflexibilité de Jini qui refuse de renoncer à récupérer le trésor de ses ancêtres, Bob s'engage à la protéger.
Arrivés à Ceylan, Jini est suivie. Bob parvient à échapper à la surveillance et procède à une filature d'Hubert Jason. L'homme rencontre son chef, un certain Monsieur Ming. Ce dernier apparaît être un « génie du mal ». Bob quitte les lieux et supplie Jini de renoncer à son projet de chasse au trésor, mais elle refuse de nouveau.
Ils prennent l'avion de Colombo à Hyderabad, direction l'Inde. Ils continuent leur route vers Phâli. Bob et Jini sont faits prisonniers par la police de Rajah Singh, cousin de la jeune fille et homme fort de la région. L'homme leur donne le choix : ou bien révéler l’emplacement du trésor, ou bien être dévorés par les crocodiles. Les deux héros refusant de parler, ils sont mis dans une cellule qui, au fil des heures, sera mise en contact avec les crocodiles, par un système de montée des eaux d'une canalisation souterraine. Alors qu'ils sont promis à une mort affreuse, la porte de leur cellule est ouverte par un homme en qui Bob pense reconnaître M. Ming. Ils s'échappent de la cellule, voient Rajah Singh mort d'un coup de poignard. À leur sortie des bâtiments, une voiture vide les attend, avec le moteur en marche. Bob en déduit que c'est M. Ming qui les aide à s'échapper afin de pouvoir facilement mettre la main sur le trésor…
Bob et Jini se dirigent vers un monastère bouddhiste de Kunwar où Dhunpa Raï, un ami du père de Jini est susceptible de leur donner de précieux renseignements. Ils rencontrent l'homme, qui leur indique la localisation d'un monastère dans lequel le trésor serait caché. C'est alors qu'ils entendent « l'appel des Dacoïts », une confrérie de brigands et de tueurs à gages semaient la terreur en Inde. Par ailleurs, Dhunpa Raï confirme avoir entendu parler de M. Ming. 
Bob se rend seul à l'endroit indiqué par le vieux moine. Après des recherches intensives, il découvre le fameux trésor des anciens rajahs. Il s'empare de la Couronne de Golconde et de nombreux bijoux et pierre précieuses. 
Alors qu'il s'apprête à quitter les lieux, il est fait prisonnier par M. Ming et ses sbires. Ming fait usage d'un pouvoir hypnotique à l'encontre de Bob, qui se trouve paralysé. Ming souhaite récupérer les yeux en pierres précieuses d'une statue de Civa. Mais un événement inattendu se produit : la statue est protégée par un mécanisme qui tranche la main droite de Ming. Le génie du mal tombe à terre. Morane sort de sa léthargie et forme un garrot au poignet de Ming, empêchant l'hémorragie et lui sauvant la vie. Il lui cautérise le moignon. Ming se réveille et est estomaqué de voir que Bob lui a sauvé la vie. Il donne à son sauveur un petit médaillon qui sert de talisman.
En sortant du temple, Bob rencontre Hubert Jason et les autres sbires de Ming, mais son port du médaillon à son cou lui permet de quitter les lieux sans être inquiété. Bob retourne au monastère de Kunwar pour remettre à Jini la Couronne de Golconde.

## La description de M. Ming dans le roman
M. Ming est ainsi décrit par le narrateur (chapitre IV) :
« C'était un Asiatique (un Chinois ou plus probablement un Mongol !) long et maigre — il devait mesurer près de deux mètres —, vêtu d'un costume noir au col fermé de clergyman. Ses bras, anormalement longs et musclés, s'il fallait en juger par la façon dont ils remplissaient les manches du vêtement, étaient peu en rapport avec le corps filiforme, et aussi les mains énormes, osseuses, avec des doigts pareils à des dents de fourche. Mais le visage plus encore retenait l'attention. Un visage d'un jaune un peu verdâtre, faisant songer à un citron pas tout à fait mûri.

Le crâne était rasé et l'ensemble rappelait une lune qui se serait terminée en pointe par le bas, car le menton possédait l'aigu d'un soc de charrue. Entre les pommettes démesurément saillantes, le nez se révélait large, épaté. Quant à la bouche, fine mais aux lèvres parfaitement dessinées, elle s'ouvrait, quand l’homme parlait, sur des dents pointues, qui ne semblaient pas appartenir à un être humain mais à une bête carnivore. Les yeux non plus n'étaient pas humains. Sous les paupières fendues obliquement, ils faisaient songer à deux pièces d'or ou, mieux encore, à deux topazes opaques. Des yeux minéraux, sertis dans un visage de chair, des yeux qui semblaient morts, sans regards mais d'où cependant émanait une extraordinaire puissance hypnotique. Monsieur Ming — Bob ne pouvait douter de l'identité de l'homme aux yeux jaunes — parlait en un anglais parfait, trop parfait presque, et sa voix avait une étrange douceur. La douceur du miel, dira-t-on en sacrifiant au lieu commun, mais d'un miel auquel aurait été mêlé un poison subtil et sans pardon. »
M. Ming est décrit une seconde fois, plus brièvement, par un personnage, Dhunpa Raï, à qui l'auteur prête les mots suivants (chapitre IX) :
« — Ming ! fit-il d'une voix tremblante. Un Tibétain de haute taille — ou un Mongol, on ne sait exactement —, avec un visage de lune et de terribles yeux jaunes, brillant comme s'ils étaient de l'or poli et qui semblent ne pas appartenir à un être humain. Avec cela, une voix douce comme le ronronnement du tigre. (...) Ming, c'est Satan personnifié. Il en a l'intelligence prodigieuse, et aussi la science de toutes choses, acquise on ne sait de quelle façon. Cette science, non seulement théorique mais aussi pratique, est tellement vaste qu'il semble qu'une seule vie humaine ne suffirait pas à l'emmagasiner. De là ce bruit qui court selon lequel Ming aurait vécu plusieurs vies. On dit même qu'il serait le dernier empereur mongol qui, ayant trouvé le moyen de prolonger son existence, aurait survécu jusqu'à nos jours, d'où son nom de Ming, qui est celui de la célèbre dynastie qui régna sur la Chine de 1368 à 1644. »